# Десант на форт Ебен-Емаель
Десант на форт Ебен-Емаель (нім. Schlacht von Fort Eben-Emael, фр. Attaque du fort d'Ében-Émael) — повітрянодесантна операція, проведена німецькими десантниками 10-11 травня 1940 року з метою захоплення стратегічно важливого бельгійського форту Ебен-Емаель і сприяння наземним військам Вермахту на початковій фазі Бельгійської кампанії.
Форт Ебен-Емаель вважався найпотужнішою та практично нездоланною фортецею у Європі і був серйозною перешкодою на шляху наступу моторизованих колон Вермахту. Збереження високих темпів їхнього просування було основним чинником успіху стратегії бліцкригу. Артилерійські системи цього монстра інженерної думки прикривали три стратегічно важливих мости, перекинуті в Маастрихті через річку Маас і Альбертканал — Вельдвезельтський, Вренховенський і Каннський.
Зранку 10 травня 1940 року з початком операції «Гельб» німецький штурмовий загін приземлився планерами DFS 230 на дах форту та одночасно розпочав штурм трьох мостів, намагаючись захопити та утримати ці важливі об'єкти до підходу передових загонів 6-ї польової армії генерала Вальтера фон Райхенау.
Попри те, що бельгійцям вдалося підірвати Каннський міст, інші цілі були захоплені за лічені години. Протягом доби десантники відбивали спроби бельгійців контратакувати, поки до району бойових дій не підійшли авангарди Вермахту.
Унаслідок успішного проведення операції переправи через канал Альберта і більшість мостів у бельгійській частині Маасу були захоплені й утримані; по них німецькі танки й мотопіхота прорвалися до відкритого французького кордону.

## Історія

### Загальне положення
30 червня 1930 року окупація Рейнської області союзними військами закінчилася, і між Німеччиною, що перебувала у процесі бурхливого відродження, та Бельгією не лишилося жодних буферних зон. Питання оборони постало перед Бельгією найважливішою проблемою загальнонаціонального значення. 10 грудня 1930 року «Комісія з вивчення національної фортифікації» запропонувала провести модернізацію старих фортів навколо Льєжа, Намюра та Антверпена й, разом з тим, розпочати будівництво нової фортифікаційної лінії фортів, зокрема нового форту поблизу села Ебен-Емаель.
21 квітня 1931 року король Альберт I затвердив рішення Комісії про модернізацію Льєзького фортифікаційного комплексу на східних кордонах Королівства. На будівництво нових фортів Ебен-Емаель , Батіс, Обен-Нефшато та Танкремон виділялося близько 250 мільйонів бельгійських франків.
Разом з цим в армійському середовищі не припинялися гарячі суперечки стосовно доцільності «закопування грошей у землю» замість витрачання їх на докорінну реорганізацію армії, її механізацію та оснащення найсучаснішими бойовими броньованими машинами.

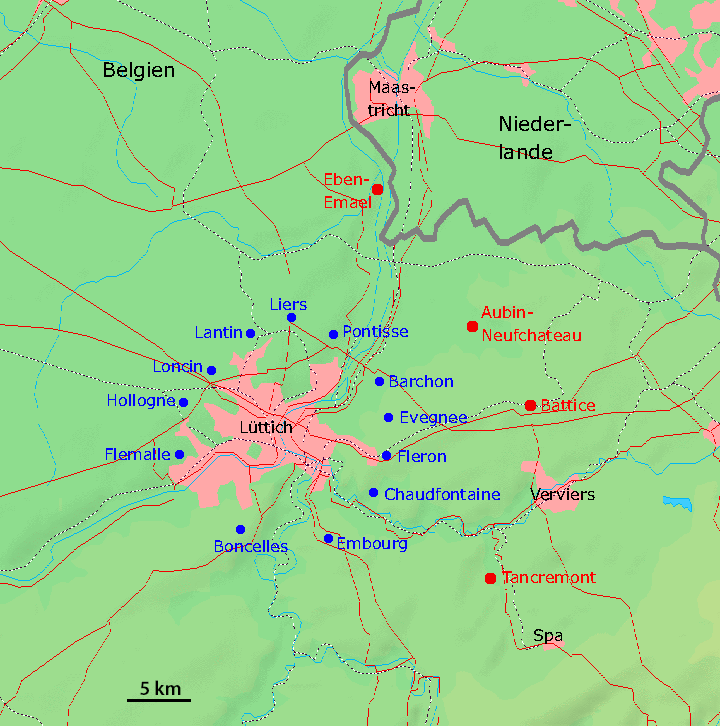
Система Льєзького фортифікаційного комплексу

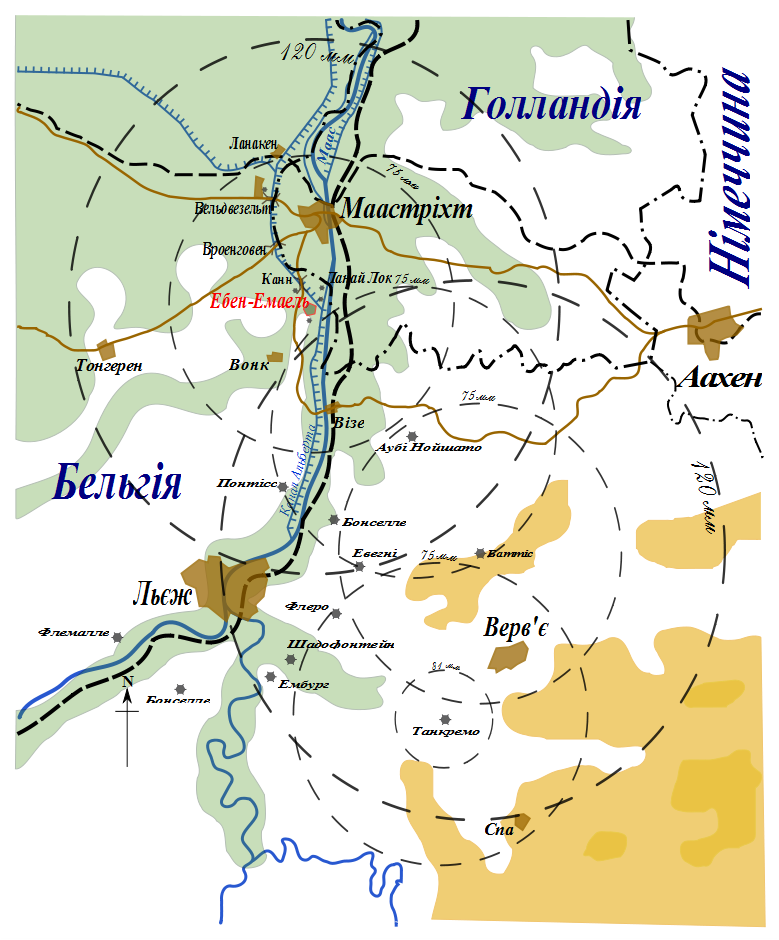
Форт Ебен-Емаель у системі фортифікаційних споруд Льєзького фортифікаційного комплексу. 10 травня 1940

Ситуація з бельгійськими фортами стала яскравим прикладом того, як за умови загрози чергового вторгнення країна постала перед вибором правильного варіанту протидії агресії — або піти шляхом попередньої війни й будувати надпотужні та надзвичайно коштовні фортифікаційні укріплення, або готуватися до динамічної та маневреної війни майбутнього і сконцентрувати свою увагу на розвитку найсучасніших зброї та озброєнь, котрі відповідатимуть викликам часу. Бельгійський уряд та керівництво армією зупинилися на знайомій їм версії та розпочали будівництво найпотужніших фортець у світі, які, як їм здавалося, зможуть зупинити загрозу зі сходу.

#### Форт Ебен-Емаель

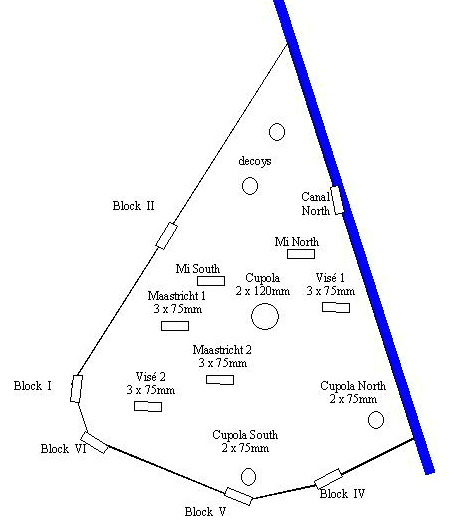
Схема бельгійського форту Ебен-Емаель

На думку бельгійського військового керівництва німецьке вторгнення 1914 року підтверджувало їхні погляди на те, що Королівству вкрай необхідно мати фортифікаційні споруди, які домінуватимуть на східному кордоні. Значно сприяв такій постановці питання щойно прокладений канал Альберта між Бельгією й Нідерландами. Судноплавний канал, названий на честь чинного короля, було урочисто відкрито 30 травня 1930 року. Він забезпечував водний шлях між Антверпеном і Льєжем. Завдовжки 1 300 м, він прорізав масивну гору Святого Петра й вважався, за мірками тогодення, чудом інженерії. Ця гідрографічна споруда домінувала над навколишньою місцевістю, зокрема над німецьким кордоном, та своєю конфігурацією утворювала природну оборонну позицію.
1 квітня 1932 року розпочалося будівництво форту й, хоча основні роботи завершилися 1935 року, форт було оголошено готовим. Деякі зміни та удосконалення тривали аж до травня 1940 року. Фортеця заввишки до 40 м панувала над навколишньою місцевістю та мала форму діаманта з найвужчою гранню на його північному фасі, спрямованою в бік голландського міста Маастрихт. З півночі на південь форт був 900 м завдовжки і 700 м завширшки, загальна площа об'єкту становила близько 66 га, з яких близько 40 га мали пласку поверхню. На північному сході фортеця захищалася крутим схилом каналу Альберта. На заході плинула річка Гір, яка дозволяла в разі загрози підходу супротивника з цього напрямку затопити прилеглу місцевість. З південної сторони фортецю оперізував «одягнений» у бетон 10-метровий протитанковий рів 450 м завдовжки, котрий становив велику перешкоду для танків і піхоти, коли заповнювався водою з річки Гір. Рів, завглибшки 4 метри, був оповитий дротяними загородженнями і вицяткуваний сталевими протитанковими перешкодами, що захищали усі підходи до фортеці. До того ж усі ці напрямки до Ебен-Емаель прикривалися вогнем з різних захищених позицій та вогневих точок, розташованих по периметру фортеці на рівні землі.
Форт Ебен-Емаель контролював найважливіші мости через канал Альберта, що розташовувалися північніше фортеці, які до того ж були заміновані. Запальні шнури в сталевих трубах пролягали до дотів, що охороняли підступи до мостів. Будь-яка спроба відновити зруйновані мости зривалася вогнем фортечної артилерії Ебен-Емаель. Більше того, дальність вогню бельгійських гармат дозволяла їм прикривати навіть голландські мости в Маастрихті.
Фортеця Ебен-Емаель складалася з декількох блоків, башт, казематів та опорних пунктів. Загалом споруда мала 12 60-міліметрових протитанкових гармат, 16 75-міліметрових польових гармат (у тому числі чотири в баштах) і дві 120-міліметрові далекобійні гаубиці. Загалом фортеця налічувала 17 потужних вогневих опорних пунктів — десять у верхній частині й сім по периметру Ебен-Емаель.
У центрі фортеці, на її вершині було розташоване найважче озброєння — величезний броньований купол зі спареною 120-міліметровою гарматою FRC Modele 31, здатною вести вогонь у секторі 360° на відстань до 17,5 км.
По периметру фортеці розміщувалося п'ять так званих Блоків, які утворювали кільце з потужних фортифікаційних вогневих точок, що оточували фортецю Ебен-Емаель. Усі вони оснащувалися 60-міліметровими протитанковими гарматами і кулеметами, а також прожекторами. Кожний з Блоків мав броньовану оглядову башту.
Під Блоком 1 містився єдиний вхід у фортецю, який закривався найміцнішими воротами з переїздом над 4-метровим ровом і у разі загрози просто знищувався. Таким чином, ані люди, ані техніка не могли несанкціоновано в'їхати у форт. Якщо б супротивник спробував проникнути у Блок 1, він знищувався із захищених позицій вогнем кулеметів та ручними гранатами, що кидалися через спеціальні амбразури.
Таке рознесене розташування вогневих засобів по всьому периметрові форту, на думку бельгійських конструкторів, повністю відповідало головному завданню фортеці — прикривати, а в разі загрози — знищити артилерійським вогнем три мости на каналі Альберта. Водночас, супутнім головним завданням 120-міліметрової гармати було забезпечити контрбатарейний вогонь проти гаубиць облогової артилерії, що свого часу стало причиною загибелі фортів Льєжа в 1914 році.

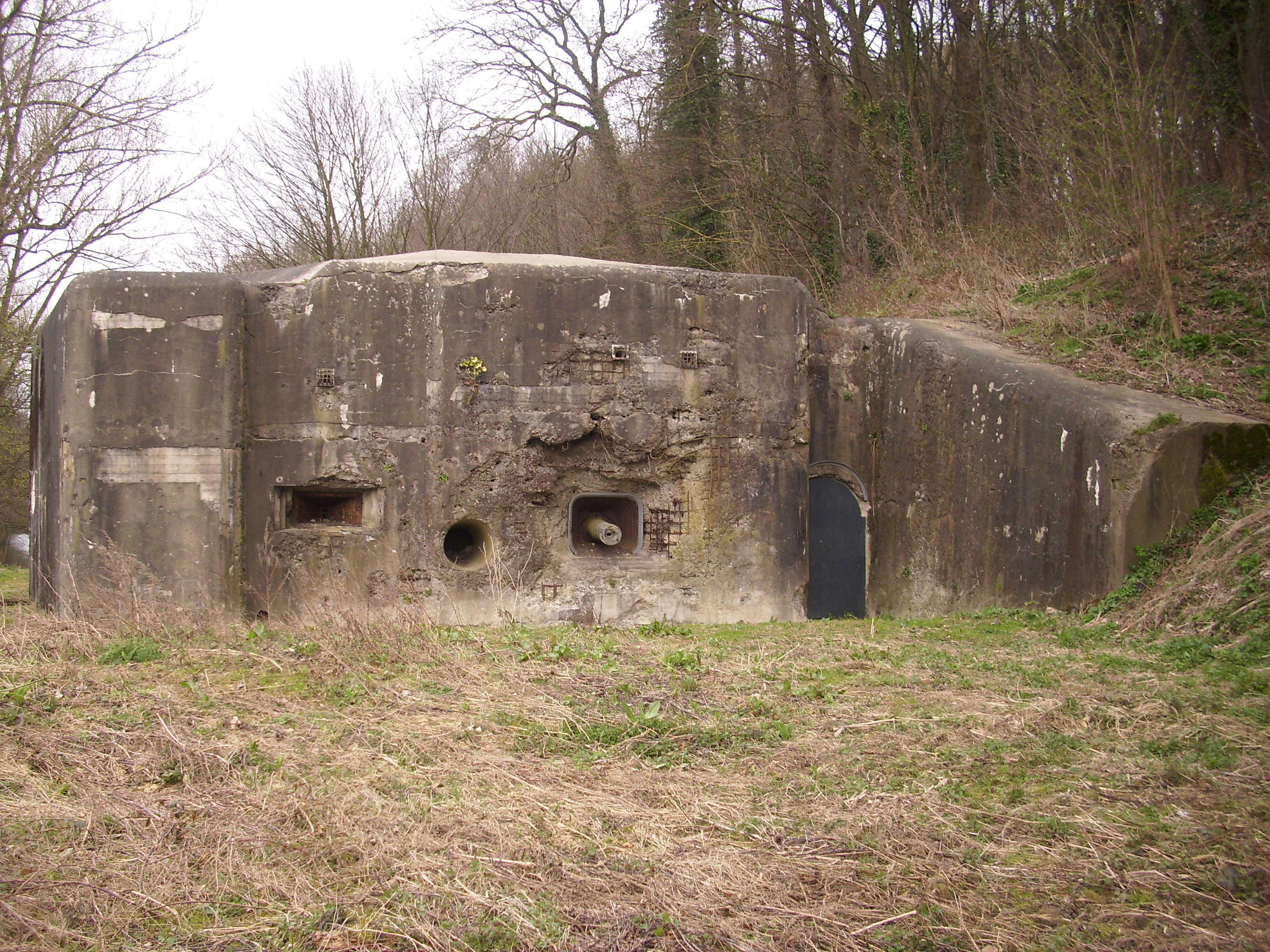
Сучасний вигляд Блоку 2 фортеці. Форт Ебен-Емаель

На горі Ебен-Емаель уся площа поверхні прострілювалася 75-міліметровими польовими гарматами, що встановлювалися в баштах «Північ» та «Південь». Додатково два каземати «Мі-Північ» та «Мі-Південь» оснащувалися зенітними кулеметними установками з чотирьох 7,65-міліметрових кулеметів Максима кожна.
Підземні галереї становили колосальну мережу проходів і тунелів (деякі сягали довжини 200 м), насичену різнорідними сховищами, складами, резервуарами з паливом, водою, власною гауптвахтою, окремими душовими та туалетами для офіцерського й рядового складу гарнізону. Фортеця мала також адміністративні приміщення й навіть власні перукарню, лікарню, хірургічну операційну і стоматологічну клініку. Кожний блок оснащувався окремою кухнею та їдальнею й мав чималий запас води, палива та їжі. Електрика вироблялася шістьма дизельними генераторами, які забезпечували автономність роботи усього оснащення форту та життєдіяльності, й гарнізон міг автономно діяти протягом двох місяців. Усі приміщення форту були захищені від газової атаки.

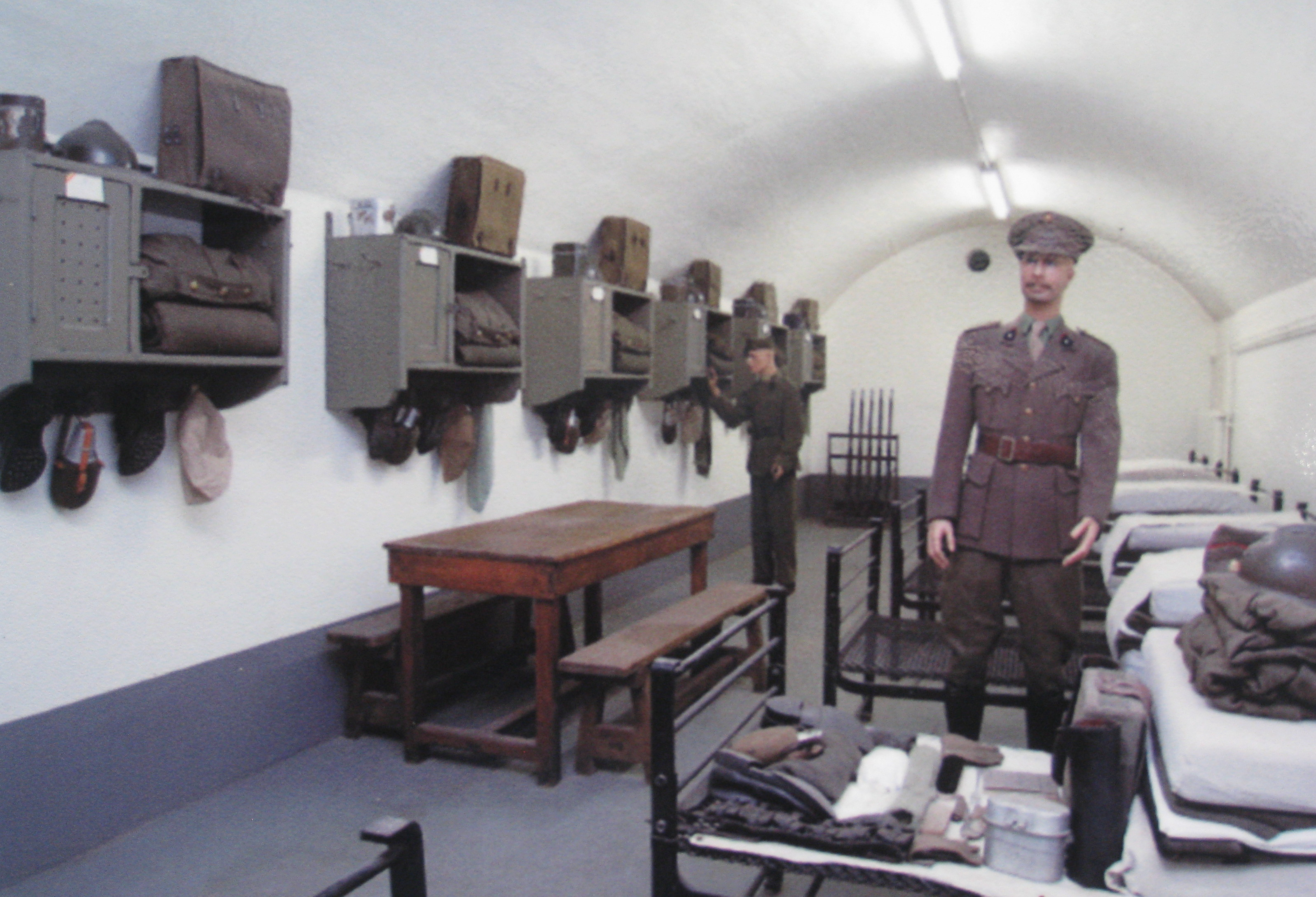
Внутрішні приміщення бельгійської фортеці. Форт Ебен-Емаель

Завдяки грамотному влаштуванню вогневих позицій форту, які шляхом озеленення усієї площини поверхні укріплення зливалися з навколишньою рослинністю і майстерно приховувалися повсякденними маскувальними сітками, фортеця Ебен-Емаель якісно приховувалася від повітряного спостереження розвідувальними літаками. До речі, наприкінці 1930-х років цивільні Ю-52 Люфтганзи вели активне повітряне аерофотознімання об'єктів у Європі, які становили певний інтерес для німецького командування, зокрема й форту Ебен-Емаель.
Штатна чисельність гарнізону на воєнний час становила 1 322 осіб під командуванням майора-артилериста. Гарнізон у мирний час діяв на ротаційній основі. Люди змінювалися на своїх постах та позиціях щотижня, одночасно у фортеці налічувалося близько 750 чоловіків штатного розрахунку. Значна частина гарнізону постійно перебувала всередині форту, а решта розквартирувалася в навколишніх селах, більшість — у селищі Вонк на відстані 4 км від фортеці.

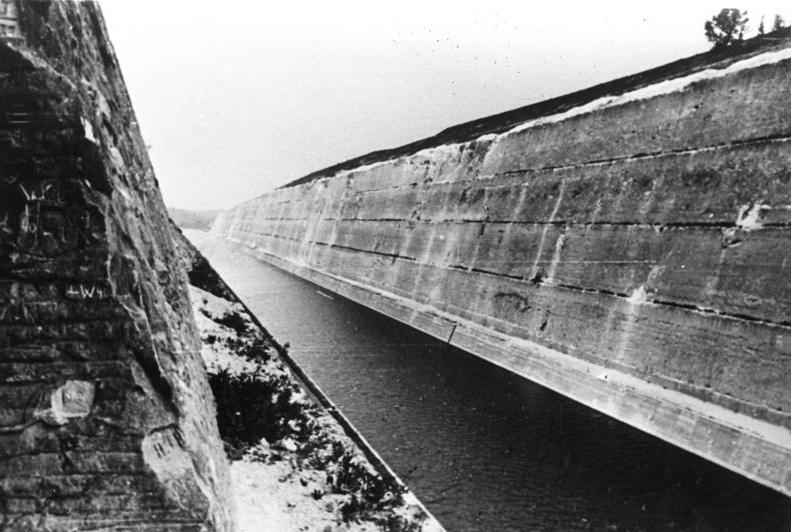
Стіна фортеці, що межує з каналом Альберта. Форт Ебен-Емаель. Травень 1940

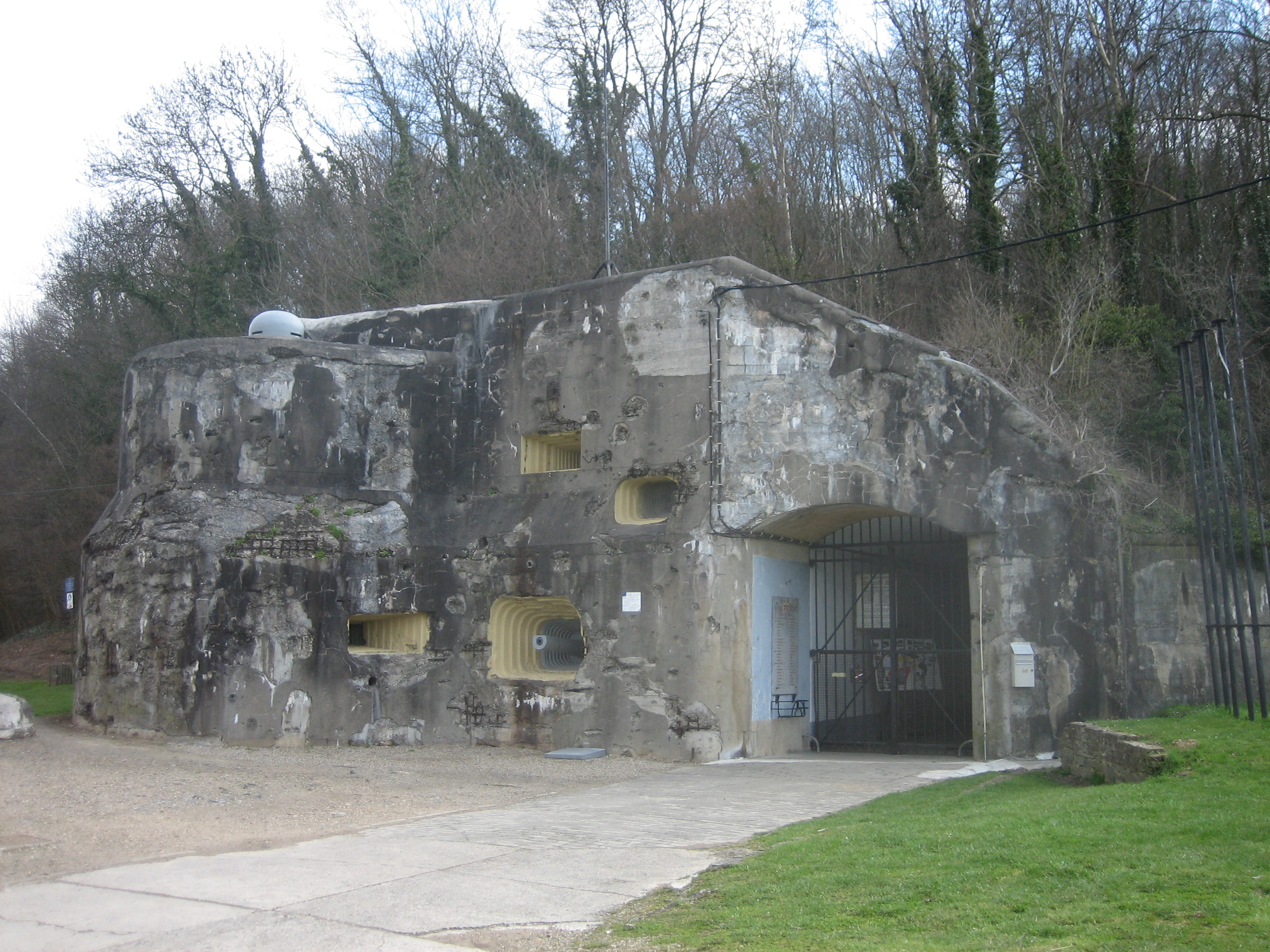
Єдиний вхід до фортеці через Блок 1

Форт Ебен-Емаель мав найкращу репутацію у фахівців того часу; відомий американський журналіст й історик Вільям Ширер писав: «Цю найсучаснішу, надзвичайно важливу у стратегічному плані фортецю як союзники, так і німці вважали найпотужнішою та найнеприступнішою фортифікаційною спорудою у Європі, яка переважала усе, що французи побудували на лінії Мажино або німці на Західному валу».

### Планування операції «Гельб»
Блискавичним розгромом Польщі у вересні 1939 року, який навіть породив термін «бліцкриг», німецька армія явила світові нову концепцію ведення війни на противагу переважно позиційній формі збройної боротьби за часів Першої світової війни. Намагаючись випередити подальші приготування союзників, з осені 1939 року ОКВ розробляло новий план ведення війни на Заході (план «Гельб»), готуючись до рішучого наступу на Францію та Нижні країни.
Ключовим критерієм французької військової стратегії була ідея змусити німців вести бойові дії на території Бельгії, як це вже сталося 30 років тому, коли німецька армія грубо вдерлася в країну, порушивши її нейтралітет. Союзники розраховували, що бельгійська армія, спираючись на власну систему фортів, зможе стримувати німецький Вермахт достатньо часу, щоб дозволити у вирішальний момент англо-французьким військам увійти та розгорнутися на території Бельгії.
Потужний форт Ебен-Емаель разом із системою інженерних та фортифікаційних споруд відігравав вирішальну роль у таких задумах союзників з протидії німецькій навалі та, у свою чергу, завдавав чимало клопоту німецькому керівництву.
Водночас, через незмінний статус бельгійського нейтралітету, ніякої координації між арміями фактично не існувало. Планів на спільну оборону між бельгійцями, французами та англійцями, не кажучи вже про нідерландців, які розраховували лишитися нейтральними, як це було у Першій світовій, просто не було. Й Бельгія, й Нідерланди розуміли, що вони лежать на шляху німецького вторгнення до Франції, але тішили себе ілюзіями, вважаючи, що політика суворого нейтралітету допоможе їм уникнути неминучого.
Для більшості представників західної військової еліти німецька перемога над Польщею була пов'язана, у першу чергу, зі слабкістю польських збройних сил, а не новою формою війни. Спочатку союзники розробили план, згідно з яким союзницькі війська мусили увійти на територію Бельгії аж до річки Шельда. Водночас бельгійська армія мала утримувати оборону на рубежі каналу Альберта, тоді як французи повинні були утримувати стратегічно важливий виступ у Гемблуа між річками Діль і Маас. У відповідності до такого задуму найкращі підрозділи французької армії повинні були увійти по війні в іншу країну, в той час як найслабкіші формування, 2-га та 9-та армії, мусили утримувати оборону в секторі навпроти Арденнського лісу, який французьке верховне командування вважало непрохідним для моторизованих полчищ Гітлера.
Але завдяки пропозиціям генерал-лейтенанта Еріха фон Манштейна і генерал-майора Гайнца Гудеріана основний задум плану «Гельб» був змінений кардинально. Вони переконали фюрера перегрупувати свої сили й завдати основного удару посиленою групою армій «A» через Арденни. Війська групи армій «B» генерал-полковника Федора фон Бока мали завдати потужного удару на лівому фланзі сил вторгнення, чим привернути до себе увагу основних сил союзницьких військ і змусити їх увійти на територію Бельгії. Тим часом ударне угруповання групи армій «A» генерал-полковника Герда фон Рундштедта, прорвавшись крізь гірські райони Арден, мали швидко наступати до самого Ла-Маншу, оточивши усе ударне угруповання бельгійських, британських і французьких армій на території Бельгії.
Група армій «B» мала завдання вдертися в Нідерланди й захопити найважливіші транспортні вузли, у тому числі три автомобільні мости через канал Альберта: Вельдвезельтський, Вренховенський і Каннський. Якщо за німецьким задумом вони будуть захоплені неушкодженими, центр Бельгії ставав відкритим і беззахисним для німецької армії. У разі, коли бельгійці встигнуть їх знищити, 6-та польова армія генерал-полковника Вальтера фон Райхенау опиниться в пастці всередині Маастрихтського анклаву під прицілом гармат форту Ебен-Емаель. Таким чином, увесь успіх стратегічного замислу плану «Гельб» залежав від захоплення цих стратегічних мостів і форту Ебен-Емаель. Найсильніша фортеця у світі мала бути нейтралізована за будь-яку ціну.

### Підготовка операції

#### Перші нариси плану

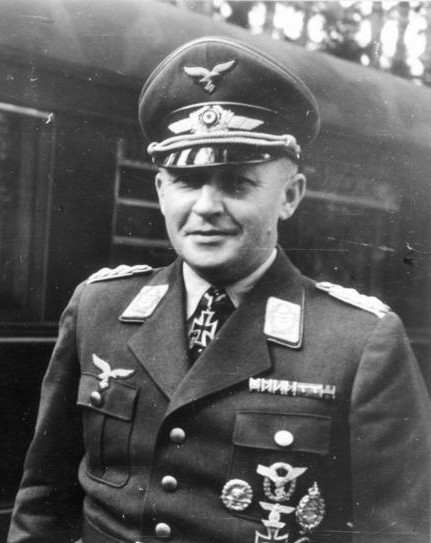
Командир 7-ї повітряної дивізії генерал-лейтенант Курт Штудент

27 жовтня 1939 року Гітлер викликав до себе командира щойно створеної першої у світі повноцінної повітряної 7-ї дивізії генерал-лейтенанта Курта Штудента.
Предметом обговорення стало питання можливості застосування повітряного десанту для виведення з ладу фортеці. Але в ході спілкування генерал звернув увагу на декілька негативних моментів, що могли вплинути на результат такої операції. Транспортні літаки Ю-52, виділені для перекидання десантників повітрям, мали невелику швидкість польоту й були дуже вразливі для голландської та бельгійської зенітної артилерії. Крім цього, не зважаючи на великий розмір форту, було підраховано, що в дійсності занадто мало десантників зможуть приземлитися на вершині форту Ебен-Емаель, більшість з них будуть розкидані через вітер навколо фортеці. Навіть якщо уявити, що достатня їхня кількість сяде на даху, залишатиметься проблемою питання, яким чином легко озброєні десантники зможуть знищити важкі оборонні споруди.
Гітлер особисто запропонував рішення питання, яким чином можна вивести з ладу надпотужний бельгійський форт Ебен-Емаель. Він знайшов один потенційний недолік у системі оборони форту, яким можливо було скористатися. Генералу Штуденту було поставлено завдання з'ясувати, чи зможе бойовий планер Люфтваффе DFS 230 здійснити посадку на трав'яному даху фортеці. Через 24 години генерал прибув до фюрера й проінформував його, що така імовірність є і планер із 12-ма парашутистами на борту можна посадити на маленькому майданчику, але тільки в денний час або, на лихий кінець, у сутінках. Тим не менше, він не міг зрозуміти, як 80-90 десантників спроможуться знищити вогневі та фортифікаційні укріплення бельгійців такого рівня потужності. Тут Гітлер розповів командиру дивізії про існування нового виду зброї, яка розроблялася в глибокій таємниці — кумулятивних зарядів (нім. Hohlladungwaffe).
Після цього Гітлер віддав генералу К. Штуденту прямий наказ готувати силами німецьких десантників захоплення фортеці Ебен-Емаель і трьох мостів через канал Альберта: Вельдвезельтського, Вренховенського і Каннського, що відігравали життєво важливу роль у запланованому наступі Гітлера на Заході. Розпочалася перша у військовій історії підготовка повітрянодесантної операції з використанням планерів.

#### Штурмовий загін гауптмана Коха
Наказом по дивізії, Штудент створив новий спеціалізований підрозділ під командуванням гауптмана Вальтера Коха — «штурмовий загін Коха». Комплектування цього загону здійснювалося винятково на добровольчих основах. В. Кох особисто відібрав 10 офіцерів та 427 фельдфебелів і солдатів, у тому числі 42 планеристи до складу свого формування. Переважна більшість військових була з 1-го батальйону 1-го повітряного полку (l/FJR 1), з фахівців інженерної роти був набраний спеціальний штурмовий взвод підривників під командуванням оберлейтенанта Рудольфа Вітціга. На цей взвод, що налічував 2-х офіцерів та 83-х військових інших рангів, покладалося найважливіше завдання — виведення з ладу укріплень форту.
3 листопада 1939 року за умови повної утаємниченості штурмовий загін Коха розпочав підготовку у спеціальному тренувальному центрі в Гільдесгаймі, неподалік від Ганновера. Через виключну таємність підготовки загону він спочатку іменувався як експериментальний підрозділ Фрідріхсгафена. Назва частини періодично змінювалася: так штурмовий інженерний взвод мав найменування «взвод будівництва аеродромних мереж». Оберфельдфебель Гельмут Венцель, старший унтер-офіцер цього взводу, згадував пізніше:
"Ввечері ми не мали права відвідувати бари, але могли піти в кіно. Проте ми постійно перебували під наглядом охорони… Ми не носили ніяких відзнак на своїй формі й в нас були інші імена. Після того, як ми випадково зіткнулися з дівчатами, які нас знали, весь підрозділ був негайно переведений до іншого місця. Кожний з наших військових мусив підписати спеціальний документ про конфіденційність: «Я усвідомлюю, що отримаю смертний вирок, якщо свідомо чи з необережності, покажу документ або скажу іншій особі щось таке, що стосується нашої бази, на якій я служу. Два солдати були необережні з місцевими дівчатами одного разу; їх заарештували, звинуватили у зраді, потім військово-польовий суд і смертний вирок протягом 24 годин».
Тренування здійснювалися на фортифікаційних спорудах у захопленій Польщі у м. Гливиці та в Судетах на «лінії Бенеша» поблизу Шумперка. На заняттях відпрацьовувалися штурмові методи захоплення блоків, казематів та вогневих точок, використовуючи усю штатну зброю, у тому числі торпеди Бангалора, вогнемети й звичайні заряди вибухових речовин. Підготовка штурмової групи мала такий рівень таємності, що сапери Вітціга насправді ніколи не бачили в дії кумулятивні заряди, доки самі не застосували їх під час штурму форту Ебен-Емаель. Увесь процес навчання проводився з повновагомими макетами цих зарядів. Ніхто з числа навчаємих не знав ні назви, ні місця розташування об'єкту, який мали захопити, але завдяки роботі на пісочних макетах з детальною вказівкою усіх вогневих точок, солдати Коха вивчили все можливе про його конфігурацію.
До березня 1940 року рівень готовності штурмового загону Коха досяг найвищого ступеня. Весь загін поділявся на чотири ударні групи — три для захоплення мостів та одна для нейтралізації форту Ебен-Емаель. Кожна група отримала відповідну кодову назву:
- штурмова група «Сталь» (нім. Sturmgruppe Stahl) — для штурму Вельдвезельтського моста (1 офіцер та 91 солдат і фельдфебель на 9 планерах);
- штурмова група «Бетон» (нім. Sturmgruppe Beton) — Вренховенський міст (134 десантники, з яких 5 офіцерів, на 11 планерах);
- штурмова група «Залізо» (нім. Sturmgruppe Eisen) — Каннський міст (90 десантників, 2 офіцери, на 10 планерах);
- штурмова група «Граніт» (нім. Sturmgruppe Granit) — для штурму форту (2 офіцери, 84 солдати та фельдфебелі, на 11 планерах з додатковим планером із запасом важкої зброї, кумулятивних зарядів, боєприпасів та штурмового майна)[22].

Кожна група загону поділялася на відділення, що летіли на одному з планерів. Через те, що особового складу для штурму було обмаль, усі пілоти планерів також були включені до складу штурмових відділень і навчені діяти разом з іншими десантниками. Усі пілоти 42 планерів DFS 230 були прикріплені до свого транспортного літака, що їх буксував, і з яким постійно проходили тренування, як єдине ціле. Коли штурмова група гауптмана Коха зіткнулася з труднощами за посадки навантаженого планера на вкрай обмежений майданчик даху форту, командир звернувся до довоєнних чемпіонів-планеристів, яких «запросили» в ролі пілотів планерів штурмової групи «Граніт». Серед них були такі всесвітньо відомі імена, як Бреденбек, Бротігам, Ланге і Рашке.
У новому складі штурмовий загін Коха провів два повноцінних навчання, де планери приземлялися на відстані не більше 20 метрів від визначених об'єктів для штурму. Головну увагу приділяли тим цілям, які мали потенційну можливість вплинути на захоплення парашутистами мостів. Але, персональну увагу гауптман Кох приділяв зенітним установкам, що могли зірвати висадку штурмової групи «Граніт» за її наближення до форту. Планери були вкрай уразливі для вогню не тільки спеціальних зенітних засобів, а й звичайної стрілецької зброї.

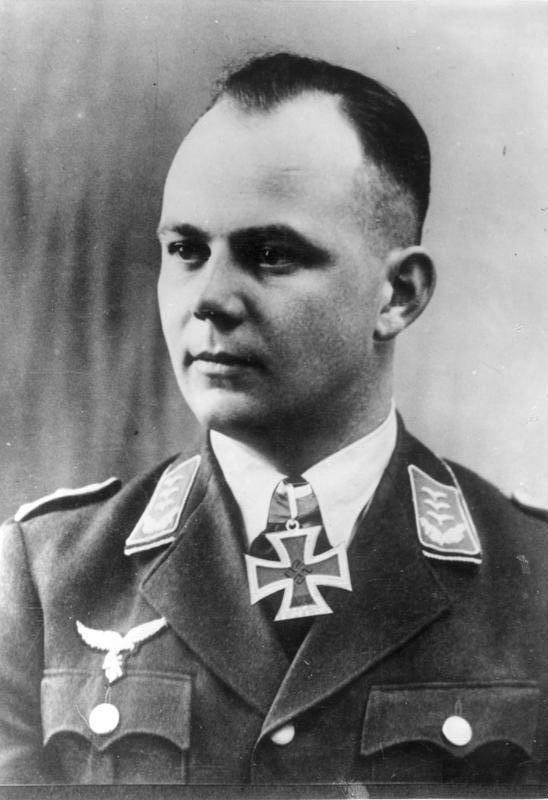
Гауптман Вальтер Кох, командир штурмового загону

#### Стан справ у бельгійців
На початок травня 1940 року, коли штурмовий загін Коха був вже повністю готовий для безпрецедентного досі штурму найпотужнішого форту Ебен-Емаель, ситуація для його захисників склалася зовсім інша. За 8 місяців Дивної війни моральний дух гарнізону форту стрімко впав. Сувора зима 1939/40 років зробила перебування всередині фортеці найнеприємнішим. Цементне покриття внутрішніх тунелів, де особовий склад перебував постійно у зв'язку з воєнним станом, у поєднанні з холодною та сирою погодою призвело до того, що багато хто з гарнізону страждав від інфекційних захворювань грудної клітки, викликаних пилом.
До того ж, велика кількість бельгійських військових перехворіла на гострі респіраторні захворювання. Наявність особового складу була такою низькою, що довелось відрядити персонал з декількох інших фортів навколо Льєжа. Крім цього, служба у фортеці не вважалася престижнішою та привабливішою ніж у польовій артилерії, тому якість офіцерського складу була неналежною. З 28 офіцерів форту 17 були резервістами і тільки один офіцер, служив у форті з того часу, як він був побудований. Рівень тактичної підготовки як офіцерів, так і солдатів був вельми низький.
Іншим недоліком форту Ебен-Емаель було те, що він розміщувався занадто далеко від будь-якого міста. Таким чином, у персоналу не було ніякої можливості хоч якось розважитися у вільний час. Усі інші форти Льєзької фортифікаційної лінії були ближче до міст, які мали громадський транспорт, і солдати та офіцери мали шанс розважитися. Для гарнізону нічого цього не було; увесь вільний час вони проводили у селі Ебен-Емаель або в гуртожитку селища Вонк.
Увечері четверга 9 травня 1940 року через хвороби та інші обставини чергова зміна фортеці, яка несла гарнізонну службу, становила 759 чоловіків, але цього було недостатньо для повноцінного виконання завдань гарнізоном форту. Ще 230 бельгійських солдатів резерву перебували на відстані 4 км у селищі Вонк.

### Перша у світі планерна операція

#### Початок
О 19 годині 9 травня 1940 року військовий аташе посольства Бельгії в Берліні повідомив бельгійське верховне командування, що німці збираються вдертися до королівства наступного дня. Це було не перше попередження, раніше про це доповідав голландський військовий аташе і навіть Папа Римський Пій XII. 7 травня французький льотчик, що повертався з польоту над Дюссельдорфом, повідомив про викриття 60-кілометрової колони німецьких танкових військ, що вирушали на Арденни. Однак, верховне командування Бельгії не оголошувало загальної тривоги до 22:30 9 травня. Командування форту Ебен-Емаель отримало сигнал на приведення у повну бойову готовність о 00:30 10 травня, за лічені години до початку вторгнення.
У другій половині дня 9 травня 1940 року штурмовий загін Коха зосередився на аеродромах Кельн-Остгейм та Кельн-Бутцвейлергоф неподалік від Кельна.
О 21:30 командири штурмових груп розкрили запечатані накази і довели до особового складу інформацію про цілі, які вони повинні атакувати після місяців інтенсивної підготовки. Протягом наступних кількох годин наземна команда Люфтваффе підготувала до зльоту Ju-52 з відповідними DFS 230. О 01:45 пролунав сигнал підйому для десантників і після короткого інструктажу та роздачі метамфетаміну десантники розсілися по своїх планерах.
О 3:35 10 травня 1940 року 10 спарок Ju-52/DFS 230 піднялося у повітря з кельнського аеродрому у Бутцвейлергофі й ще 32 — з Остгейму, серед них і усі 11 планерів групи «Граніт». Максимально навантажені планери набрали висоту 2 600 метрів і вирушили у визначеному напрямку.

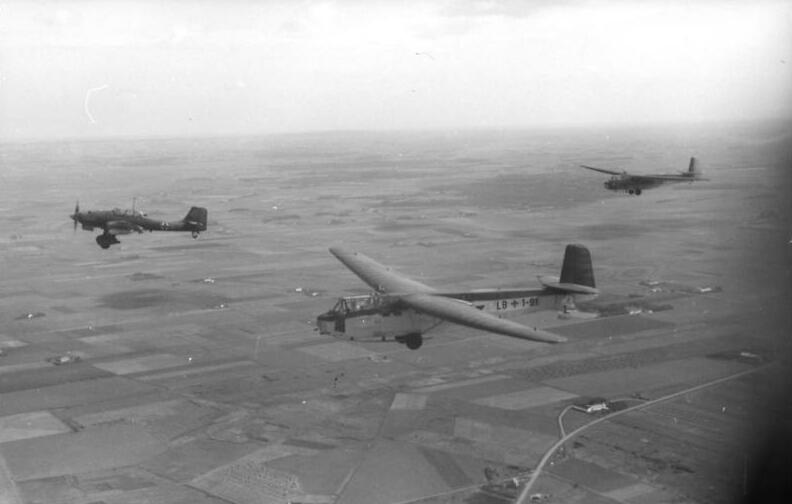
Спарка планера DFS 230 за бомбардувальником Ju 87 (Штука) у польоті.

Несподівано на висоті 1 000 метрів трос планера оберлейтенанта Р. Вітціга, командира штурмової групи «Граніт», обірвався й планер здійснив вимушену посадку на відстані 6 км від аеродрому зльоту. Офіцер бігом направився до найближчого села, де скористався машиною, о 04:05 повернувся до Остгейму, де розпочав негайні пошуки зручного літака.
Наступна невдача спіткала ще одне відділення групи «Граніт». Планер також був змушений сісти на німецькій території поблизу Дюрен, не діставшись пункту призначення. Протягом декількох хвилин штурмова група «Граніт» без жодного пострілу скоротилася до 70 чоловіків.
Через сильний супутній вітер повітряна армада прибула у визначену точку розчеплення трохи раніше, о 04:00 ранку. Командир авіаційного підрозділу Люфтваффе скористався цим і вирішив набрати трохи більшу висоту, але німецька авіація вдерлася у повітряний простір Нідерландів. Голландці відкрили зенітний вогонь, проте їхній вогонь був погано скоординований та невлучний, тому через 10 хвилин транспортні літаки відчепили свої планери, які далі вирушали на цілі вже самостійно. З висоти 2 600 метрів їм знадобилося на швидкості 124 км/год близько 12 хвилин, щоб дістатися об'єктів, що розташовувалися на відстані 27 км.

#### Битва
Часом приземлення штурмового загону Коха на свої цілі визначалося 04:25, лише за п'ять хвилин до початку операції «Гельб». У той же час автодорожні мости через річку Маас у Маастрихті мали захопити диверсійно-розвідувальні групи Абверу, однак цей намір операції зірвався, й голландські захисники встигли підірвати мости. Натомість бельгійський залізничний міст у Маасейку був захоплений неушкодженим. Такий розвиток подій значно вплинув на німецький графік з серйозними наслідками для загону Коха, який у цей час розпочав напад на визначені об'єкти.
На Вельдвезельтський міст штурмова група «Сталь», що складалася з 91 десантника на 9 планерах під командуванням оберлейтенанта Густава Альтманна, висадилася о 04:20 під шквальним вогнем бельгійської охорони. Й хоча планери приземлилися на різній відстані від об'єкту, командир встиг за 10 хвилин організувати атаку мосту і з ходу захопити бункери охорони та знешкодити вибухові пристрої на цілі. Група «Сталь» швидко опанувала об'єкт і негайно організувала кругову оборону навколо мосту.
О 05:15 на підмогу оберлейтенанту Г. Альтманну німецькі льотчики скинули парашутами 2 кулеметні обслуги, які мали значно посилити вогневі можливості штурмової групи. Однак під час десантування один солдат був убитий, у другого не розкрився парашут, ще один кулеметник був поранений бельгійцями, які згодом влаштували низку атак на німецькі позиції. За підтримки бомбардувальників «Штука» десантники продовжували тримати позиції.
Німці тривалий час захищали міст під артилерійським і мінометним вогнем супротивника, поки ближче до полудня прибуло підкріплення, яке швидко організувало контратаку та вибило бельгійських захисників з їхніх позицій. О 20:30 група «Сталь» була відведена з мосту й повернулася через Маастрихт до Німеччини. Ціною 8 загиблих, 14 важко поранених та 16 легко поранених міст був захоплений і задача виконана. Бельгійські війська втратили 110 чоловіків загиблими та близько 200 полоненими.

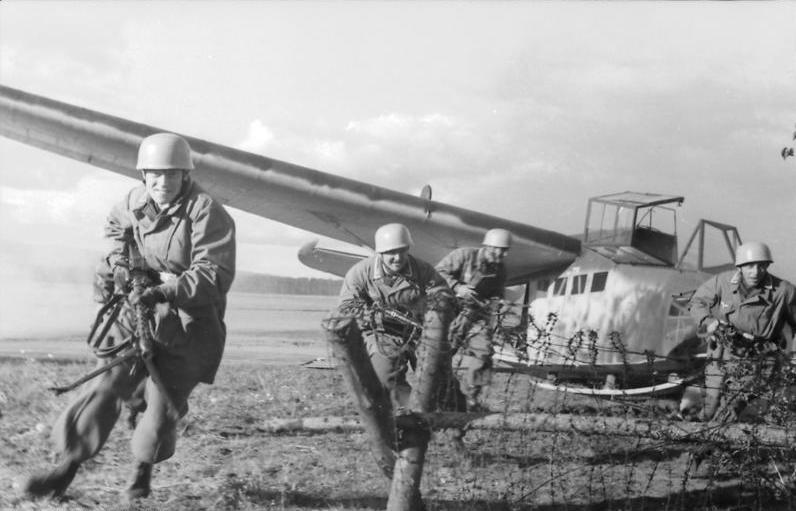
Німецькі десантники штурмують після висадки з планера DFS 230

Штурмова група «Бетон» під командуванням лейтенанта Герхарда Шахта, що захоплювала Вренховенський міст, висадилася 10 планерами. Один планер не зміг досягти цілі. Разом з цією групою діяв гауптман В. Кох, який висадився з планером підрозділу управління, і здійснював загальне керівництво всією операцією.
О 04:15 під вогнем бельгійських охоронців десант висадився й, хоча командир приземлився на відстані 1 200 метрів, оберфельдфебель Гоффманн відразу зорієнтувався й розпочав штурм мосту тими силами, що мав. Насилу та попри значний опір бельгійців німцям вдалося захопити бункер охорони та перерізати дроти вибухівки на мосту. Протягом дня німецькі парашутисти утримували міст під вогнем важкої артилерії, доки ввечері не прибуло підкріплення та не відвели десант із мосту. О 20:40 група лейтенанта Г. Шахта відступила до Німеччини, виконавши завдання ціною втрати семи товаришів та 24- поранених. Бельгійці на цій ділянці втратили 147 чоловіків загиблими та близько 300 було захоплено у полон.
На відміну від інших об'єктів штурм Каннського мосту групою «Залізо» від початку створював певні проблеми для успішного виконання цієї частини операції, оскільки поблизу мосту не було зручного посадкового майданчику для планерів. Група під командуванням лейтенанта Мартіна Шехтера на десяти планерах приземлилася на різній відстані від цілі в ранковому тумані, який оповивав позиції супротивника. Один DFS 230 з 3-ім відділенням був підбитий і загорівся на підході, інший приземлився на 200 м південніше села Ебен-Емаель.
Бельгійські спостерігачі помітили наближення планерів і швидко зв'язалися з командуванням форту, на що майор Ж. Жоттранд віддав наказ знищити міст, і вже через кілька секунд величезний сталевий міст впав у канал. Попри невдачу група лейтенанта М. Шехтера розпочала атаку бельгійських бункерів і траншей. Запеклі бої час від часу спалахували протягом усього дня, бельгійці тричі намагалися контратакувати, але даремно. Німецькі підкріплення 151-го піхотного полку прибули тільки о 22:30, щоб посилити десантників, які утримували плацдарм, але штурмова група «Залізо» билася на своїх позиціях до світанку, після остаточно відступила на східний берег каналу. Група «Залізо» зазнала найважчих втрат серед усіх учасників висадки: 22 загиблих, 26 поранених і один зниклий безвісти, що склало більш ніж 50 % особового складу. Втрати бельгійців — 216 загиблих, 50 поранених і 190 полонених.

#### Штурм групи «Граніт»
Захоплення двох із трьох мостів стало значним тріумфом за будь-якого перебігу подій, але усі зусилля німецьких десантників були б марні, якби вони не змусили гармати форту Ебен-Емаель замовкнути.
Командний пункт форту отримав доповіді спостерігачів про наближення невідомих планерів з декількох спостережних постів за межами фортеці. Однак планери штурмової групи «Граніт» були вже на завершальній стадії наближення та, коли зенітники відкрили вогонь, було вже надто пізно. В ту ж мить німецькі десантники ринулися у бій, розчищаючи собі шлях гранатами та вогнем впритул, за кілька хвилин усе закінчилося. Переважна кількість захисників-зенітників потрапила в полон, один бельгійський солдат загинув, ще один отримав смертельне поранення.
Затримка бельгійців з прийняттям рішення на відкриття вогню по планерах, коли вони перебували в найбільш уразливій позиції при наближенні, зіграла критичну роль у подальших діях обох сторін. 9 планерів DFS 230 штурмової групи «Граніт» приземлилися з чудовою точністю на визначені цілі.
1-ше штурмове відділення під командуванням фельдфебеля Нідермаєра побігло до своєї цілі — Об'єкту 18 (Маастрихт 2). Німецькі солдати швидко згрупувалися та із застосуванням вибухівки та ручних гранат підірвали броньований спостережний купол потрійної 75-міліметрової гармати, чим швидко вивели його з ладу.
Група німецьких десантників швидко увірвалася у пошкоджену башту й зайняла оборону поблизу сходів, підготувавшись до можливої контратаки гарнізону фортеці. Башта Маастрихт 2, що становила головну загрозу мостам через канал Альберта впала. З 24 членів обслуги башти 4 загинули, 17 — отримали поранення, деякі з важкими опіками та отруєннями від вдихання диму. Бельгійські солдати, шоковані таким натиском, у безладі відступили на проміжний рівень фортеці.

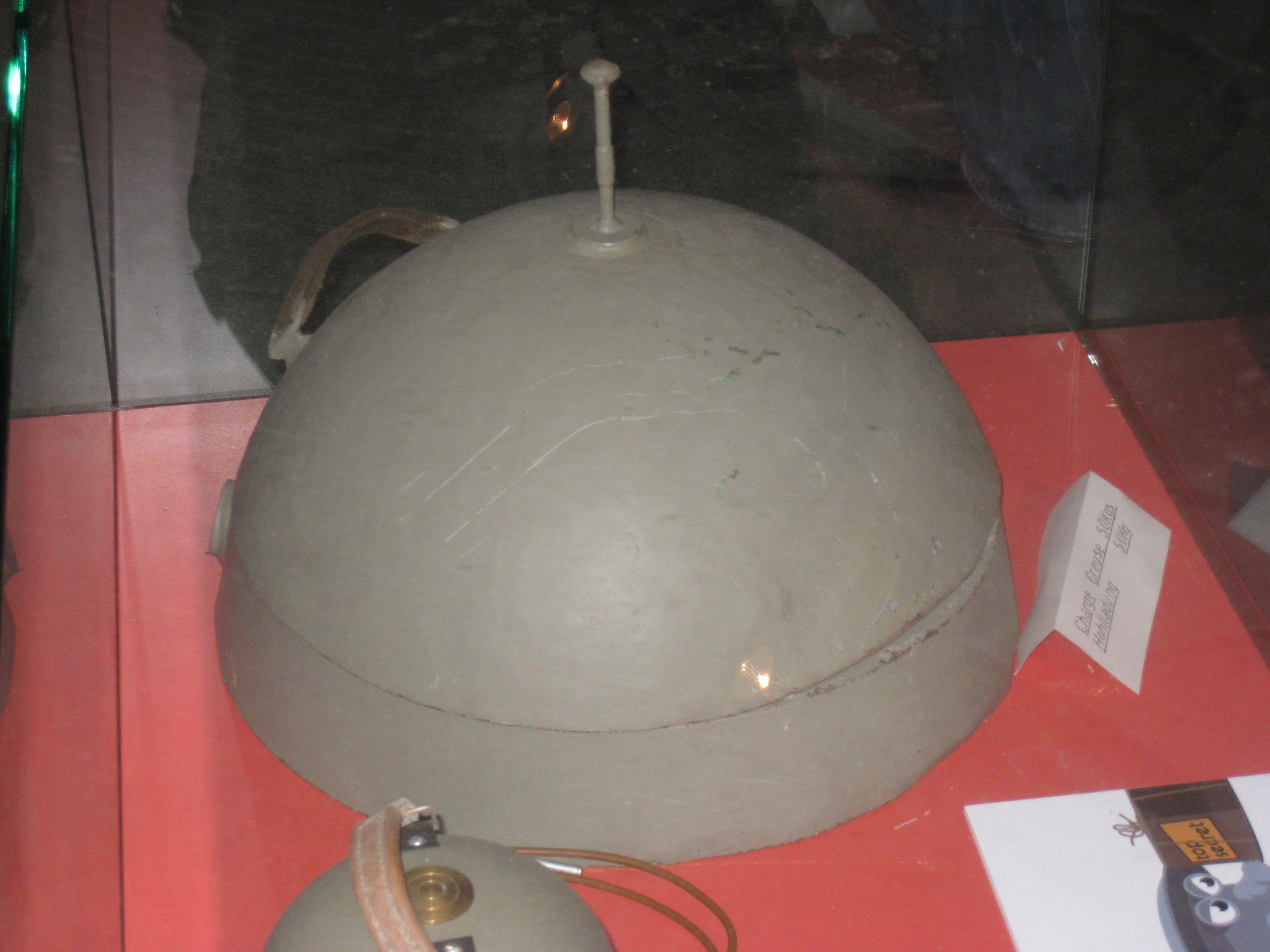
H 50 (Hohlladung 50 kg) — німецький серійний кумулятивний заряд, що застосовувався десантом під час штурму форту

Башта Маастрихт 1 була ціллю для 3-го штурмового відділення під командуванням оберєгера Арендта. Їхній планер приземлився всього у 25-ти метрах від гарматної башти, й десантники миттєво розпочали штурм об'єкту. Спроба підірвати установку 50-кілограмовим кумулятивним зарядом не вдалася. Штурмова група прорвалася в каземат та, розчищаючи собі шлях ручними гранатами, ринулася вглиб башти. Бельгійці змушені під тиском німців були відступити та забарикадувалися всередині фортеці, покинувши свої позиції. Башта була виведена з ладу. Таким чином, дві вогневі точки фортеці Ебен-Емаель, що загрожували мостам у Вельдвезельдті та Вренховені, опинилися в руках німецьких парашутистів.
6-те та 7-ме штурмові відділення групи «Граніт» атакували цілі на північному фланзі фортеці, що виступав у напрямку Маастрихту, й перейшли до оборони зайнятих позицій. На здивування 7-го відділення, Купол 120 виявився хибною металевою конструкцією, а не гарматною установкою, про що німецька розвідка не знала, тому захоплення північного краю фортифікаційної споруди пройшло надзвичайно швидко.
DFS 230 з 8-им відділенням на борту під командуванням оберєгера Унгера приземлився поблизу Купола «Північ» з двома 75-міліметровими гарматами, що був розташований на правому краю даху фортеці. Хоча обслуга гарматної башти помітила наближення ворожих планерів, млявість бельгійських солдатів та командування призвели до того, що десант безперешкодно висадився й розпочав штурм. Поки гарнізон у метушні займав вогневі позиції у відповідності до бойового розрахунку, німці підірвали 50-кілограмовий кумулятивний заряд поблизу гарматної установки та через декілька секунд 12,5-кілограмовий заряд на бронедверях до купола. Вибухом зірвало сталеві решітки та двері, здетонували боєприпаси на підйомнику. О 04:45 другий вибух 50-кілограмового заряду пролунав на даху гармати. Й хоча кумулятивні заряди не пробили захисні пристрої, ударні хвилі вибухів вивели з ладу механізм обертання купола та систему електропостачання — башта Купола «Північ» вийшла з ладу.
Друга загроза мостам над каналом Альберта була ліквідована. Бельгійці здебільшого відступили на проміжний рівень фортеці, де забарикадувалися від проникнення німецьких парашутистів.
5-те відділення десантників після знищення позицій зенітних кулеметів кинулося на допомогу 8-му парашутному відділенню, але обидва підрозділи потрапили під щільний вогонь бельгійських кулеметників з гори башти. Прикриваючись бельгійськими полоненими як щитом, штурмові відділення прорвалися до Блоку 4, який прикривав протитанковий рів уздовж південно-східного краю форту Ебен-Емаель. Використовуючи 50-кілограмовий кумулятивний заряд, німці підірвали спостережний пост нагорі Блоку.
Планер DFS 230 9-го штурмового відділення приземлився перед загородженнями з колючого дроту поблизу свого об'єкту — башти «Мі-Південь». Парашутисти змушені були витрачати час на подолання перешкод, але встигли прорватися до башти й під вогнем супротивника, використовуючи вибухові пристрої, підняли у повітря споруду, де тримали оборону бельгійські кулеметники.
Увірвавшись всередину без жодного пострілу, десантники зайняли оборону в глибині башти «Мі-Південь» і через тунелі встигли проскочити до кулеметної позиції у башті «Мі-Північ». Бельгійські кулеметники у цій башті по тривозі зайняли свої бойові позиції, проте набоїв до кулемету не встигли навіть зарядити, вони стояли на підлозі у запечатаних коробках.
4-те відділення на чолі з командиром відділення оберфельдфебелем Венцелем приземлилося на відстані 80 метрів від своєї цілі — башти «Мі-Північ». Не гаючи часу Венцель разом з двома десантниками, схопивши 50-кілограмові кумулятивні заряди, кинулися до входу в каземат і до збройових амбразур. У швидкоплинному штурмі німецькі парашутисти підірвали усі вразливі місця на об'єкті, й хоча вибухівка не змогла пробити залізобетонні перекриття, ударною хвилею від вибуху вбило та поранило декілька бельгійських солдатів, а одним підривом всередині башти 50-кілограмового заряду пробили велику дірку в стіні каземату.
З перебитою електрикою в темряві внутрішніх приміщень, що швидко наповнювалися димом і полум'ям, бельгійці у сум'ятті без жодного пострілу відступили до проміжного рівню, де заблокувалися. Протягом лічених хвилин німці захопили дві важливі вогневі позиції, головним завданням яких був захист верхньої поверхні фортеці від можливих атак.
Пройшло трохи більше ніж 15 хвилин з початку посадки планерів. Шість із семи основних цілей були ліквідовані і куполи спостереження, що направлені на Маастрихт, засліплені. Німці негайно натягнули прапори зі свастикою над захопленими об'єктами для позначення німецькій авіації цілей. О 04:50 на штурмування прилетіли пікіруючі бомбардувальники «Штука», пілоти яких побачили море нацистських прапорів і почали бомбити позиції бельгійської оборони по периметру фортеці. Бомбардувальники завдали удару по Блоку 1 і адміністративних будівлях, завдавши захисникам серйозної шкоди та спричинивши кілька жертв.
З моменту початку десантної операції з основних об'єктів фортеці тільки башта «Купола 120» залишалася єдиною неушкодженою ціллю через зрив своєчасного прибуття планера 2-го штурмового відділення. Другою ціллю цього підрозділу був також каземат 75-міліметрових триствольних гармат «Візе-1», який також лишався неушкодженим.

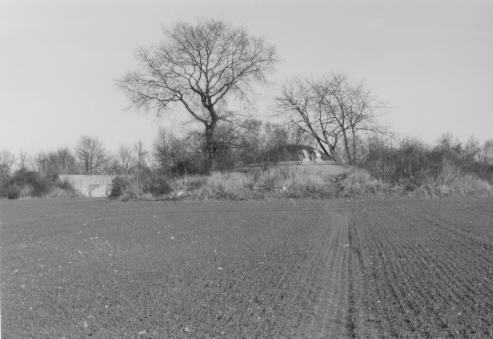
Башта «Купола 120»

10-те десантне відділення, що йшло на штурм як резерв, висадилося на даху фортеці й командир прибув на доповідь до старшого начальника. Однак у зв'язку з відсутністю його офіцера командування штурмовою групою «Граніт» перебрав на себе командир 4-го відділення оберфельдфебель Венцель, який, швидко розібравшись в обстановці, розташував свій командний пост і пункт першої допомоги в центрі захоплених позицій. Звідси радист вийшов на зв'язок з гауптманом Кохом, якому о 04:42 Венцель передав своє перше лаконічне повідомлення: «Ціль досягнута. Все йде за планом».
Далі Венцель віддав наказ відділенню Губеля атакувати каземат «Візе-1», обслуга якого відкрила спорадичний вогонь з гармати. Один з 75-міліметрових стволів установки був виведений з ладу вибухом 12,5-кілограмового заряду, бельгійські солдати відступили на проміжний рівень фортеці, залишивши вогневі позиції. Ліквідувавши загрозу з боку цієї башти, 5-те штурмове відділення отримало можливість атакувати з південного напрямку Купол «Південь». О 05:35 вибух 50-кілограмового кумулятивного заряду пошкодив одну з артилерійських установок башти Купола, але бельгійці швидко організували її ремонт. Скориставшись паузою німці тим часом перегрупувалися й зайняли кругову оборону по периметру на горі захопленої фортеці.
Прожогом два He-111 скинули парашутами на завойовані позиції контейнери з боєприпасами та вибухівкою для своїх солдатів. Бельгійських військовополонених змусили витягувати контейнери, оскільки ситуація на горі змінилася. Несподівано німці з'ясували, що через неприбуття планера 2-го відділення Купол 120 не був виведений з ладу й все ще перебував у руках бельгійського гарнізону, хоча й в неробочому стані. Із самого початку штурму артилеристи гарячково намагалися реанімувати свої потужні 120-мм гармати, але через ушкодження механічних пристроїв їм це ніяк не вдавалося. Бельгійський командир гармати пострілами крізь оглядову щілину вбив одного німецького унтер-офіцера, пілота планера 5-го відділення й поранив бельгійського солдата.
Не маючи під рукою кумулятивного заряду, десантники запхнули в ствол однієї з гармат вибухівку, й за збігом обставин, у цю мить бельгійці відкрили казенник. Вибух, що здетонував всередину каземату, вивів з ладу усю артилерійську установку. Бельгійці кинули позиції й відступили вглиб укриття.
Єдиним засобом вогневого ураження, що лишився в руках бельгійського гарнізону, була установка «Візе-2», яка час від часу стріляла у своєму секторі — на південь — що, однак, не утворювало ніяких загроз для німецьких позицій та захоплених об'єктів. Для того, щоб посилити тиск на бельгійських захисників, солдати 3-го десантного відділення здійснили ризикований спуск схилом нижче їхньої основної цілі — башти Маастрихт 1 — та напали на Блок 2 на рівні протитанкового рову. О 06:00 вибух кумулятивного заряду змусив бельгійців відступити від своїх позицій.
Незабаром гарнізон організував першу з початку штурму відчайдушну контратаку з Блоку 1. Дюжина солдатів, озброєних тільки гвинтівками, наважилася вискочити з Блоку 1 і атакувати німецькі позиції. Але саме в цей час пролунав вибух заряду біля башти Блоку 2 і перелякані бельгійці негайно ринулися у зворотньому напрямку. Близько 8-ї години ранку відбулася наступна спроба контратаки, але штурмові групи швидко її відбили й змусили бельгійців шукати укриття в глибині форту.
У цей час тривала робота з відновлення башти головного калібру у Куполі 120. Німці здійснили спробу остаточно підірвати цей комплекс, але другий вибух не зміг пробити залізобетонний захист і через деякий час бельгійська обслуга доповіла на командний пункт про готовність до стрільби. Через засоби прицілювання артилеристи спостерігали скупчення німецьких військ, танків, артилерійських систем, повозок, вантажівок на східному березі річки Маас, що зосередилися перед зруйнованим голландцями мостом. Але, командир фортеці мовчав. Попри явне вторгнення німецьких військ, майор Ж. Жоттранд ніяк не міг наважитися віддати наказ на відкриття вогню по нідерландській території. Остання можливість принаймні якось продемонструвати свою міць та виправдатися за провальний захист була даремно упущена.
Нарешті, близько 09:30 німці запхнули в стволи 120-міліметрових гармат різнорідні вибухові пристрої, що в них лишалися, й підірвали їх. Гарматні стволи остаточно вийшли з ладу. О 10-й годині командир форту віддав наказ на відкриття вогню, але було вже занадто пізно. Усі спроби бельгійців відновити артилерійські установки були даремними. Гарнізон остаточно відступив від своїх вогневих позицій у глибину фортеці. Штурмовий загін гауптмана Коха свою місію виконав.
Форт Ебен-Емаель, як старий лев, тепер був сліпим і беззубим.

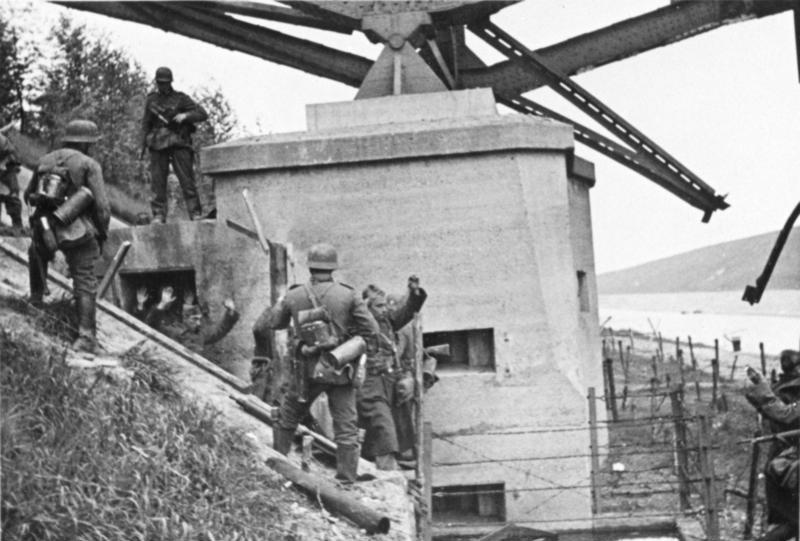
Бельгійський гарнізон фортеці Ебен-Емаель капітулював німецьким солдатам. 11 травня 1940 року

### Повільна смерть форту
Основну задачу штурмова група «Граніт» виконала, зараз їм потрібно було утримати захоплену поверхню фортеці Ебен-Емаель до підходу передових загонів 151-го піхотного полку 61-ї піхотної дивізії та 51-го інженерного батальйону. За планом операції це мало статися об 11:00 10 травня 1940 року, але через зруйновані голландцями мости через річку Маас і Каннський міст цього не сталося.
Приблизно о 08:30 одиночний планер DFS 230 пролетів понад фортецею й приземлився на невеликій відстані; це прибуло 11-те відділення на чолі з командиром штурмової групи «Граніт» оберлейтенантом Вітцігом, що здійснили вимушену посадку за Рейном через розрив тросу. Офіцер зміг швидко врегулювати усі проблеми та прибути на місце проведення операції через лічені години. Обер-фельдфебель Венцель стисло проінформував свого командира про результати штурму та доповів про загальний стан справ. Одночасно з'ясувалося, що на об'єкт також не прибув ще один планер фельдфебеля Меєра з 2-м десантним відділенням, який через технічні негаразди сів поблизу кордону з Нідерландами. Десантники Меєра з боями проривалися до фортеці Ебен-Емаель і змогли пробитися до її околиць, проте під вогнем її захисників змушені були окопатися поблизу. Їхня ціль — 24-й каземат Купола 120 — не була, відповідно, захоплена чи знищена.
7-ме відділення Гейнцманна, що мало за мету захоплення броньованого куполу у північній частині фортеці, який виявився муляжем, не було здатне прорватися до своїх під вогнем зі стрілецької зброї бельгійського гарнізону й залягло на краю форту. Через ці негаразди та недоліки загальна чисельність штурмового загону, що перейшов у підпорядкування Вітцігу, становила лише 60 чоловіків. Їм протистояло приблизно 600 бельгійських солдатів, що забарикадувалися у фортеці та казематах.

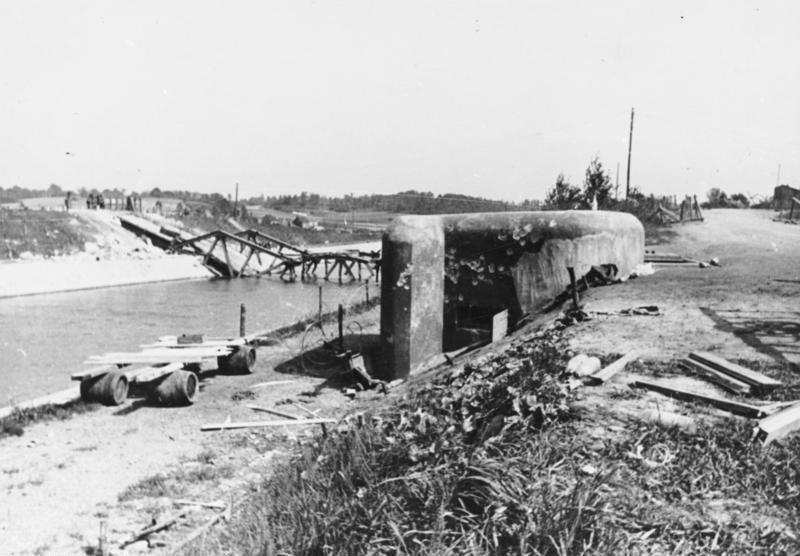
Форт Ебен-Емаель після бою. 23 травня 1940

Близько 12-ї години на південно-західному фланзі фортифікаційного укріплення несподівано розпочався потужний вогонь. Оберлейтенант Вітціг послав оберфельдфебеля Венцеля з групою солдатів на розвідку ситуації, де фельдфебель був легко поранений кулею в голову. Бельгійці здійснили ще низку спроб атакувати німецький десант, проте Вітціг швидко реагував на такі спроби супротивника вирватися з нутрощів форту й майстерно їх гасив.
У такій спосіб німці продовжували утримувати оборону захопленого об'єкту ще тривалий час. Вдень нещадно палило сонце, укриттів не було, а піднятися у повний зріст було неможливо. Без запасів води та продовольства під пекучим світилом, не залишаючи позицій, німецькі парашутисти трималися ще дуже довго. Пройшов день, потім настала ніч, а підмога все не надходила. Тим часом бельгійським артилеристам пощастило навіть відремонтувати декілька гармат та близько 21:00 вони несподівано відкрили вогонь з 60-міліметрових гармат на північному фланзі укріплення. Десантники, використовуючи невеликі заряди вибухівки, спробували підірвати установки або хоча б якось вивести їх з ладу, проте, марно. Постріли з гармат періодично лунали під носом солдатів, що залягли поруч.
Вночі бельгійці не здійснили жодних спроб контратакувати німецький десант. Близько 05:00 11 травня до десантників нарешті прорвався 1-й взвод 51-го інженерного батальйону Вермахту. Раптом знову відкрили вогонь гармати 23-го каземату, а на північному фасі дві німецьких протитанкових гармати вели дуель з 17-м казематом, але через короткий час стрілянина була остаточно припинена.
О 12:15 11 травня 1940 року командир форту майор Ж. Жоттранд нарешті оголосив про капітуляцію свого гарнізону. Близько 1 000 чоловіків, що перебували під його командуванням всередині обложеної фортеці, почали виходити з підземелля та здаватися в полон. Під час оборони форту бельгійці втратили 21 військового загиблим та 61 пораненим.
Після поховання загиблих німецькі десантники висунулися на схід до Німеччини. У найближчому населеному пункті вони залишили своїх поранених на медичному пункті та продовжили рух до пункту постійної дислокації.
13 травня штурмовий загін Коха прибув до Кельна, де їм влаштували урочисту зустріч. Генерал Кессельрінг вручив усім учасникам зухвалого десанту військову нагороду — Залізний хрест 1-го ступеня — й оголосив про двотижневу відпустку для усіх воїнів. Крім цього, двоє солдатів, що були засуджені до смертної кари за порушення режиму таємниці, були помилувані після успіху операції й відновлені у рядах десантників.

Нагородження Гітлером німецьких десантників-переможців захоплення форту Ебен-Емаель. Адольф Гітлер вручає Лицарські хрести Залізного хреста офіцерам-десантникам, що відзначилися під час операції із захоплення форту Ебен-Емаель. Зліва направо: гауптман Вальтер Кох, оберлейтенант Рудольф Вітціг, оберлейтенант Густав Альтманн, оберлейтенант Вальтер Кісс, оберлейтенант Отто Зірах, лейтенант Йоахим Майснер, лейтенант Егон Деліка, старший доктор Рольф Ягер і лейтенант Гельмут Рінглер. 16 травня 1940 року

16 травня 1940 року особисто Адольф Гітлер вручив усім офіцерам штурмового загону, крім тих, що були поранені, нову почесну нагороду — Лицарський хрест Залізного хреста.
Внаслідок проведення десантної операції штурмовий загін Коха втратив 43 вояки загиблими, 100 пораненими та один зник безвісти (пізніше з'ясувалося, що солдат з штурмової групи «Залізо» потрапив у полон і згодом був звільнений під Дюнкерком). Моторизований підрозділ, що проривався назустріч захопленому об'єкту, втратив 12 солдатів вбитими, 61 пораненого й 2 зниклих безвісти. Загальна чисельність усіх втрат за форт Ебен-Емаель та прилеглі мости з боку німецького Вермахту склала: 55 загиблих, 161 поранений і 3 зникли безвісти.
Втрати бельгійської сторони були значно більші. Слід зазначити, що ціна, яку німці заплатили за реалізацію свого ризикованого плану прориву бельгійської оборони, була надзвичайно низька за досягнення такого стратегічного успіху. Шлях до серця Бельгії був відкритий і туди хлинули броньовані орди німецької 6-ї армії генерала Райхенау.

## Підсумки операції
Падіння форту Ебен-Емаель стало приголомшливою катастрофою для союзників. З педантичною та методичною прусською скрупульозністю Вермахт почав реалізацію плану «Гельб». За п'ять днів впала Голландія, 28 травня капітулювала Бельгія, останній осередок опору форт Танкремонт викинув білий прапор наступного дня.
25 червня 1940 року, через 42 доби бліцкригу, французька армія була нанівець розтрощена й уряд Франції просив миру на будь-яких умовах. Британський експедиційний корпус, кидаючи на узбережжі Дюнкерка танки, артилерію та інше озброєння й техніку, з превеликими труднощами втік з континенту на острови. Світ закляк у шоці перед німецькою військовою машиною. Тепер А.Гітлер був господарем Європи від Атлантичного океану до річки Буг у Польщі, й ключем цієї грандіозної перемоги була бельгійська фортеця поблизу села Ебен-Емаель. Її вважали найсильнішою й найнеприступнішою фортецею у світі; насправді форт протримався тільки 30 годин, причому усе було вирішено протягом перших 30 хвилин.
Одним з ключовим факторів, що заслуговує на увагу, є те, що за відсутності офіцера, свого командира, цією блискавичною атакою, по суті керував оберфельдфебель Гельмут Венцель. Це було видатним прикладом Auftragstaktik — принципу керівництва, що культивувався у німецьких збройних силах протягом останніх 300 років. Він базувався на вірі старшого командування у силу, навички та здібності своїх підлеглих, в їхню спроможність виконати отримане завдання найкращим чином, не зважаючи на усілякі перепони та труднощі, що можуть виникнути під час його виконання та, відповідно, за умови всебічного забезпечення якісного виконання завдання старшим командиром. Усі думки, усі зусилля, увесь порив вояків штурмового загону Коха були зосереджені на одному — виправдати високу довіру та виконати доручене завдання найкращим чином.
Натомість, бельгійські захисники фортеці Ебен-Емаель не могли цим похвалитися, ба більше, уся бельгійська армія не була пройнята таким відчуттям, таким бажанням битися та подолати ворога. Бої того періоду наочно продемонстрували те, що значна частина бельгійських військ билася неохоче, багато хто склав зброю, навіть не спробувавши відстояти честь своїх формувань.

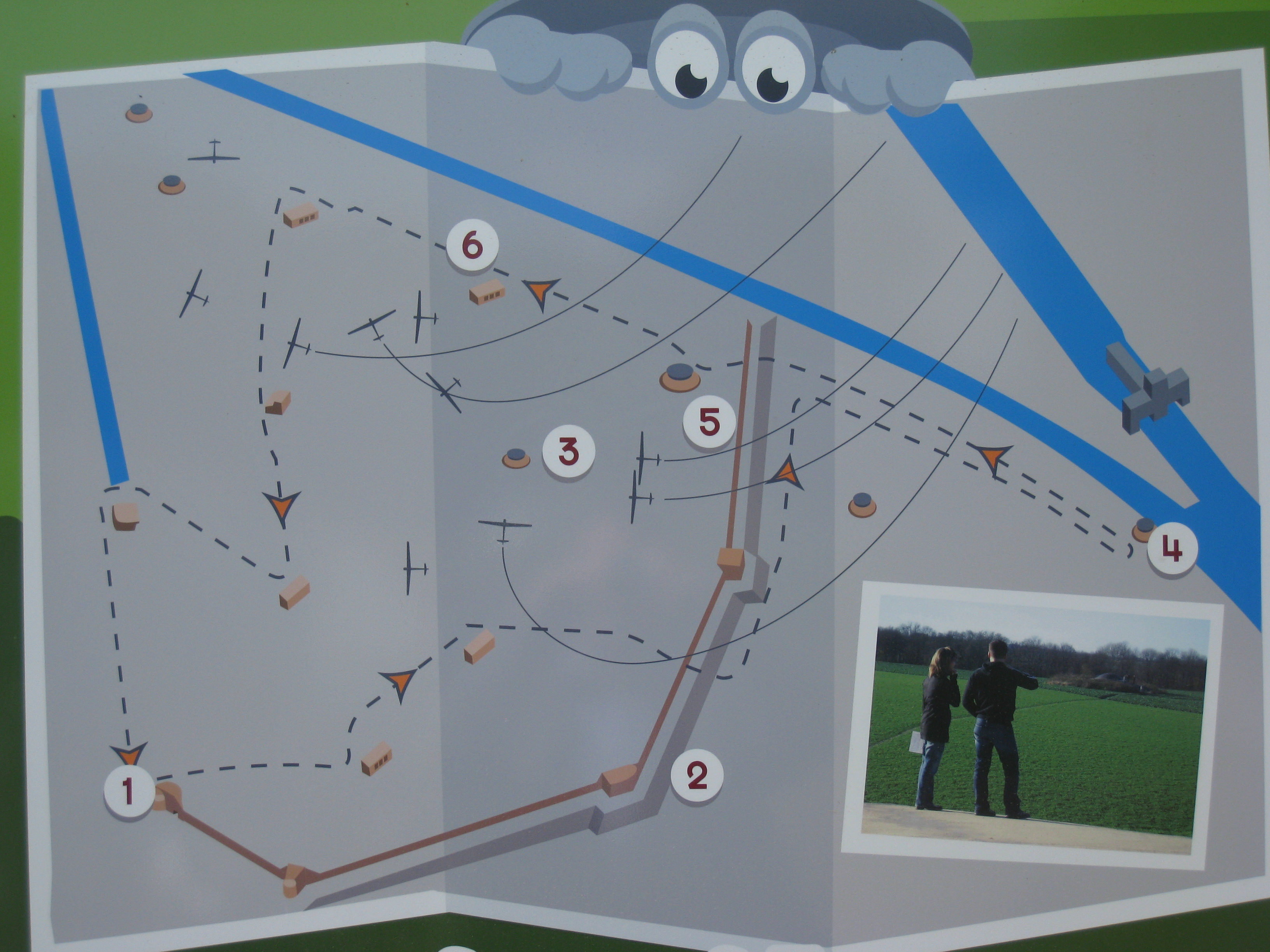
Схема дій німецьких десантників у ході штурму фортеці Ебен-Емаель. Сучасна репродукція в музеї форту. 16 травня 2010 року

Бойовий дух та моральна стійкість воїнів є головним чинником, що змушує солдатів боротися з ворогом, і ці наріжні якості вояків виховуються офіцерами й командирами усіх чинів та рангів незалежно від роду чи виду військ. Захоплення найпотужнішої фортеці у світі крихтою німецьких десантників довело, що рівень підготовки офіцерів форту був недостатнім, якщо не негідним. Це проявилося ще до початку бою, а з початком битви негайно відобразилося у дрібницях, як-то у відмовах гармат, неготовності обслуги стріляти, запізненні подачі команди й ще більшій загальмованості в їх виконанні, в шарпанині, метушні, що охопила бельгійців за стислий час і врешті-решт обернулася паралічем. На противагу німцям захисники володіли усіма перевагами для ведення тривалого оборонного бою, але вони не скористалися жодним з цих плюсів і вщент програли не тільки бій за фортецю, а й за власну країну також.
У той час, як гнучкість у вихованні та стимулюванні німецького солдата, у тому числі через систему Auftragstaktik, пронизувала усю німецьку армію, ініціативи від бельгійського солдата ніхто не очікував. Військова думка бельгійського верховного командування так назавжди і залишилася в траншеях Першої світової війни з наріжною концепцією побудови непохитної статичної лінійної оборони. Загальний режим служби всередині фортифікаційної споруди був настільки обвіяний суворою таємницею, що начальник гарнізону не мав навіть права відкривати вогонь зі своїх головних артилерійських систем без дозволу вищого керівництва збройними силами.
Після п'яти років жорстокої окупації, на початку 1945 року Бельгія була звільнена військами союзників. Увесь цей час гарнізон переможеної фортеці утримувався у німецькому таборі військовополонених Фаллінгбостель; причому перших півроку бельгійські солдати та офіцери перебували в повній ізоляції через їхнє можливе знання про кумулятивну зброю Третього Рейха.
Після звільнення вони писали доповідні записки про те, що сталося 10 травня 1940 року, однак незабаром ці звіти були відкладені подалі від пильної уваги бельгійської спільноти. Фортеця, що разом з трьома іншими фортами коштувала бельгійському народові 250 млн франків і зжерла значну частину бельгійського оборонного бюджету у переддень війни та мусила на думку військового керівництва зіграти вирішальну роль у національній обороні Королівства, насправді виявилася мильною бульбашкою.